# Payne (Ohio)
Payne es una villa ubicada en el condado de Paulding en el estado estadounidense de Ohio. En el Censo de 2010 tenía una población de 1194 habitantes y una densidad poblacional de 680,95 personas por km².

## Geografía
Payne se encuentra ubicada en las coordenadas 41°4′47″N 84°43′38″O / 41.07972, -84.72722. Según la Oficina del Censo de los Estados Unidos, Payne tiene una superficie total de 1.75 km², de la cual 1.75 km² corresponden a tierra firme y (0%) 0 km² es agua.

## Demografía
Según el censo de 2010, había 1194 personas residiendo en Payne. La densidad de población era de 680,95 hab./km². De los 1194 habitantes, Payne estaba compuesto por el 95.48% blancos, el 0.42% eran afroamericanos, el 0.08% eran amerindios, el 0.08% eran asiáticos, el 0.08% eran isleños del Pacífico, el 2.01% eran de otras razas y el 1.84% pertenecían a dos o más razas. Del total de la población el 4.02% eran hispanos o latinos de cualquier raza.